# SIC58 Squadra Corse

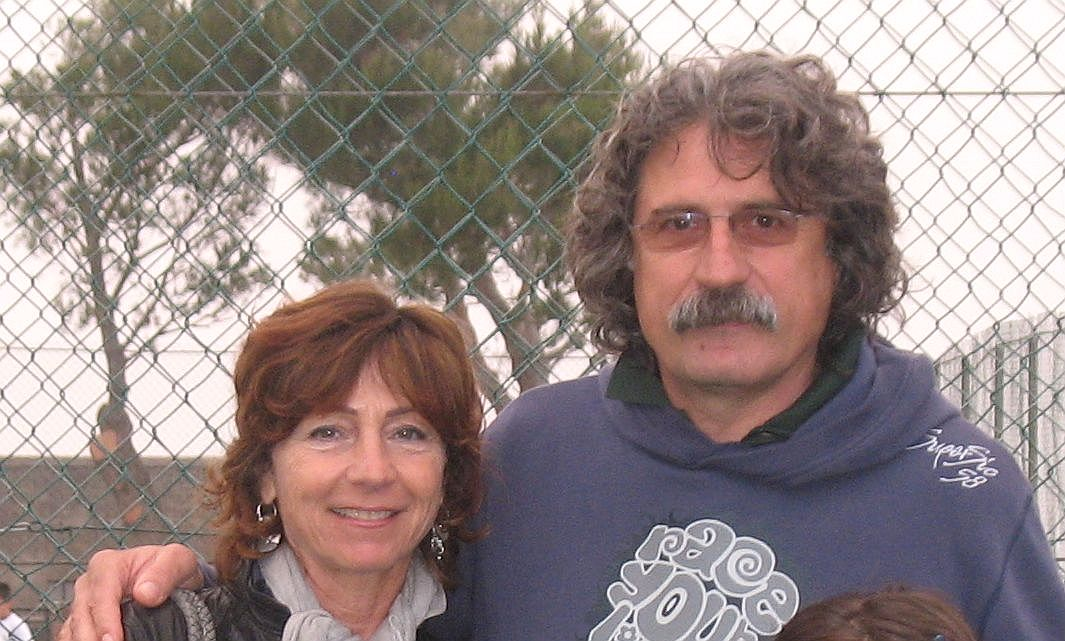
Paolo Simoncelli und seine Frau Rossella (2012)

SIC58 Squadra Corse ist ein Motorradsport-Team aus Italien, das seit 2017 in der kleinsten Klasse der Weltmeisterschaft auf Honda antritt. Die Fahrer in der Saison 2023 sind Riccardo Rossi und Kaito Toba. Zudem tritt das Team seit 2019 im neuen MotoE World Cup mit Mattia Casadei als Fahrer an.
Gegründet wurde das Team 2013 von Paolo Simoncelli zu Ehren seines Sohnes Marco, der beim Großen Preis von Malaysia 2011 tödlich verunglückt war.

## Statistik

### Team-WM-Ergebnisse (seit 2018)

#### Moto3
- 2018 – Siebter
- 2019 – Zweiter
- 2020 – Sechster
- 2021 – Dreizehnter
- 2022 – Elfter
- 2023 – Siebter
- 2024 – Achter

### Grand-Prix-Siege
| Saison | Klasse | Rennen             |
| ------ | ------ | ------------------ |
| 2019   | Moto3  | Spanien San Marino |
| 2020   | Moto3  | Andalusien         |